# Felipe (déspota de Romania)
Felipe (fallecido en junio de 1331) fue el segundo hijo mayor del príncipe Felipe I de Tarento y Tamar Angelina Comnena. Su hermano mayor, Carlos, murió en 1315. El 19 de abril de 1319, su padre le otorgó el título de déspota de Romania, que en realidad correspondía a gobernar una pequeña parte de Albania, pero también a la reclamación del príncipe de Tarento sobre el Despotado de Epiro al sur. En mayo de 1321, Felipe se comprometió con Beatriz, hija del conde Luis I de Clermont. Trajo como dote las 40 000 libras tornesas, que Luis había acordado pagar al duque Odón IV de Borgoña a cambio de la reclamación de Odón sobre el Principado de Acaya. En cambio, el príncipe Felipe había acordado comprar los derechos de Odón por la misma cantidad y casar a su hijo con la hija de Luis. Algunas fuentes mencionan un matrimonio anterior con una hija de Sancho I de Mallorca. El compromiso con Beatriz fue cancelado en 1329, cuando Felipe se casó con Violante, hija del rey Jaime II de Aragón. En 1328, el padre de Felipe decidió enviar una flota para conquistar el Despotado de Epiro. La flota finalmente se embarcó en 1329. El joven Felipe llegó hasta Naupacto, pero en vísperas de lanzar la expedición terrestre, murió. Felipe murió antes que su padre.  Violante, su viuda, murió en 1353.